# Публије Сиријски
Преподобни Публије је хришћански светитељ. 
Најпре је био сенатор али је, према црквеном предању, спознао светлост Христову, оставио почасти, разделио имање сиромасима и предао се подвижничком животу у близини свога града Зевгмата на Еуфрату. Основао је две породице а умро је 380. године.
Српска православна црква слави га 25. јануара по црквеном, а 7. фебруара по грегоријанском календару.
Велики део овог текста је преузет из охридског пролога светог владике Николаја Велимировића. Он не подлеже ауторским правима